# Димитрије Ранчић
Димитрије Ранчић (Пирот, 1898 — Београд, 1981) српски је књижевник.

## Биографија
Рођен је у Пироту 24. октобра 1898. године. Завршио је Учитељску школу у Јагодини. Десет година је радио као учитељ у селу Црноклиште у пиротском крају. Ту је и почео да пише.
Касније је постао учитељ у Пироту где је између осталог био и председник Учитељског друштва. 
Вршио је дужност уредника листа "Слобода" као и управника Пиротског окружног позоришта.
У Београд је отишао 1947. године и радио је као референт за позоришну уметност при Министарству просвете. Једно време је у Београду био и управник Дома музички обдарене деце палих бораца. 
Умро је у Београду 13. јануара 1981.

### Књижевно стваралаштво
Књижевношћу је почео да се бави почетком двадесетог века. Лист "Политика" је објављивала његове прве приче и песме - Тантал на селу и Уклет.
Такође је објављивао своје приче и песме у пиротском листу "Слобода". 
Издао је своје три збирке дечјих прича и романа "Преображенска ноћ" а уређивао је и лист "Осврт" који је излазио у Пироту. 
По његовим "Записима из једног дома" је снимљен филм у режији Јована Ранчића - "Дечак и виолина".
Његове драме су изводили глумци пиротског позоришта: На раскршћу, Страдалник. 
Објавио је збирке приповетки "Горња ткања давна", "На Нишави у Ћилимграду" као и збирку песама "Гугутће на диреци".